# Paul Long
Paul Richard Long (Louisville, Kentucky, 8 de febrero de 1944) es un exjugador de baloncesto estadounidense que disputó tres temporadas en la NBA y una más en la ABA. Con 1,88 metros de estatura, jugaba en la posición de base.

## Trayectoria deportiva

### Universidad
Tras pasar dos temporadas con los Hokies del Instituto Politécnico y Universidad Estatal de Virginia, fue transferido a los Demon Deacons de la Universidad de Wake Forest, pasando una temporada en blanco por la normativa de la NCAA. En esas dos temporadas fue el segundo mejor anotador de la Atlantic Coast Conference, promediando 24,0 y 22,3 puntos por partido respectivamente, siendo incluido en 1966 en el segundo mejor quinteto de la conferencia y en el primero en 1967.

### Profesional
Fue elegido en el puesto 106 del Draft de la NBA de 1966 por St. Louis Hawks, pero prefirió agotar su ciclo universitario, siendo elegido al año siguiente, en el Draft de la NBA de 1967 por Detroit Pistons en la cuadragésimo quinta posición. Allí jugó una temporada, en la que únicamente disputó 16 partidos, en los que promedió 3,6 puntos.
Al año siguiente fue incluido en el Draft de Expansión por la llegada de nuevos equipos a la liga, siendo elegido por los Phoenix Suns, quienes finalmente descartan hacerse con sus servicios. Ficha entonces por los Kentucky Colonels de la ABA, con los que disputa 9 partidos en los que promedia 3,9 puntos y 1,3 asistencias.
Al año siguiente ficha por Los Angeles Lakers, quienes días después lo traspasan de nuevo a los Pistons, disputando esa temporada 25 partidos en los que promedió 3,3 puntos. En 1970 vuelve a ser incluido en un Draft de Expansión, siendo seleccionado por los Buffalo Braves, con los que disputaría 30 partidos en los que promedió 4,5 puntos y 1,0 rebotes.

## Estadísticas de su carrera en la NBA y la ABA

### Temporada regular
| Temporada | Edad | Equipo            | Liga  | P  | TIT | MIN | TC  | TCA | %TC  | 3P  | 3PA | %3P | TL  | TLA | %TL  | R.OF. | R.DEF. | REB | ASIS | ROB | TAP | PER | FP  | PTS |
| 1967-68   | 23   | Detroit Pistons   | NBA   | 16 |     | 5.8 | 1.4 | 3.2 | .451 |     |     |     | 0.7 | 0.9 | .733 |       |        | 0.9 | 0.8  |     |     |     | 0.8 | 3.6 |
| 1968-69   | 24   | Kentucky Colonels | ABA   | 9  |     | 9.1 | 1.0 | 4.4 | .225 | 0.0 | 0.0 |     | 1.9 | 2.3 | .810 | 0.6   | 0.4    | 1.0 | 1.3  |     |     | 1.7 | 2.3 | 3.9 |
| 1969-70   | 25   | Detroit Pistons   | NBA   | 25 |     | 5.2 | 1.1 | 2.5 | .452 |     |     |     | 1.1 | 1.5 | .711 |       |        | 0.4 | 0.7  |     |     |     | 0.9 | 3.3 |
| 1970-71   | 26   | Buffalo Braves    | NBA   | 30 |     | 7.1 | 1.9 | 4.0 | .475 |     |     |     | 0.7 | 0.8 | .833 |       |        | 1.0 | 0.8  |     |     |     | 0.8 | 4.5 |
| Total     |      |                   | TOTAL | 80 |     | 6.5 | 1.5 | 3.4 | .429 | 0.0 | 0.0 |     | 0.9 | 1.2 | .765 | 0.6   | 0.4    | 0.8 | 0.8  |     |     | 1.7 | 1.0 | 3.9 |
|           |      |                   | NBA   | 71 |     | 6.1 | 1.5 | 3.3 | .464 |     |     |     | 0.8 | 1.1 | .753 |       |        | 0.8 | 0.8  |     |     |     | 0.8 | 3.9 |
|           |      |                   | ABA   | 9  |     | 9.1 | 1.0 | 4.4 | .225 | 0.0 | 0.0 |     | 1.9 | 2.3 | .810 | 0.6   | 0.4    | 1.0 | 1.3  |     |     | 1.7 | 2.3 | 3.9 |

### Playoffs
| Temporada | Edad | Equipo          | Liga | P | MIN | TCA | TC | 3PA | 3P | TLA | TL | R.OF. | REB | ASIS | ROB | TAP | PER | FP | PTS | %TC   | %3P | %FT | MIN | PTS | REB | AST |
| 1967-68   | 23   | Detroit Pistons | NBA  | 1 | 4   | 3   | 3  |     |    | 0   | 0  |       | 0   | 1    |     |     |     | 1  | 6   | 1.000 |     |     | 4.0 | 6.0 | 0.0 | 1.0 |
| Total     |      |                 | NBA  | 1 | 4   | 3   | 3  |     |    | 0   | 0  |       | 0   | 1    |     |     |     | 1  | 6   | 1.000 |     |     | 4.0 | 6.0 | 0.0 | 1.0 |